# Leaving (película)
Leaving (en francés: Partir) es una película francesa de 2009 dirigida por Catherine Corsini.

## Elenco
- Kristin Scott Thomas como Suzanne.
- Sergi López como Ivan.
- Yvan Attal como Samuel.
- Bernard Blancan como Rémi.
- Anne Marlange
- Alexandre Vidal como David.
- Daisy Broom como Marion.

## Reception
La película fue bien recibida por los críticos, y tiene 79% en Rotten Tomatoes.